# Каленгебирге
Каленгебирге (нем. Kahlengebirge) — возвышенность в Австрии, отрог Восточных Альп в земле Нижняя Австрия, часть Венского Леса. На северо-востоке доходит до правого берега Дуная. Лесистый и живописный. На отрогах Каленгебирге расположена столица Вена. Вершины — Германскогель (542), к северу от Вены Каленберг (484) с большим отелем и виллами, виноградниками на южном склоне, в 1874—1919 гг. — зубчатой железной дорогой от Нусдорфа и венским кварталом Каленбергердорф, который относится к 19-му району Вены, Дёблингу. Пристань. В 1890 году проживало 485 жителей. У Дуная Леопольдсберг (425).